# Merve Aydın (basket-ball)
Pour les articles homonymes, voir Aydın (homonymie).
Ne doit pas être confondu avec Merve Aydın.
Merve Aydın, née le 10 mars 1994 à Mersin, en Turquie, est une joueuse turque de basket-ball.

## Biographie
Meneuse internationale U20, elle passe deux saisons à Antioche (7,6 points et 3,4 passes décisives en KBSL mais aussi 6,6 points et 2,4 rebonds en Euroligue en 2018-2019), puis signe son premier contrat à l'étranger en 2019-2020 avec Nantes Rezé.

## Palmarès
Elle remporte l'Euroleague en avril 2023 avec le club du Fenerbahce Alagoz Holding